# Сіва (Івате)

39°33′17″ пн. ш. 141°10′4″ сх. д. / 39.55472° пн. ш. 141.16778° сх. д.
Сі́ва (яп. 紫波町, しわちょう, МФА: [ɕiwa t͡ɕoː]) — містечко в Японії, в повіті Сіва префектури Івате. Станом на 1 жовтня 2007 площа містечка становила 239,03 км². Станом на 1 вересня 2008 населення містечка становило 33 489 осіб.